# N.F.-Board
N.F.-Board (tiếng Anh: New Football Federations-Board, không chính thức bằng tiếng Pháp: Nouvelle Fédération-Board; NFB) hay còn được gọi là non-FIFA (không phải FIFA) là 1 liên đoàn bóng đá thành lập năm 2003. Nó được thành lập cho các đội bóng thuộc các quốc gia độc lập (Monaco), các quốc gia đang tranh cãi (Tây Tạng) hay chỉ là đại diện cho 1 dân tộc (Đội Tamil) không phải là thành viên FIFA (do không đủ điều kiện). Người sáng lập là ông Luc Mission, 1 luật sư, người từng đại diện cho cho cầu thủ người Bỉ Jean-Marc Bosman trong vụ kiện đã dẫn đến sự ra đời của Luật Bosman.
N.F.Board hoạt động dự trên nguyên lý: mọi người đều có quyền chơi bóng đá. Họ còn tổ chức VIVA World Cup, 1 giải không thuộc FIFA, lần đầu diễn ra vào tháng 11 năm 2006, tại Occitania.
N.F. Board tổ chức VIVA World Cup lần thứ 5 vào tháng 6 năm 2012 tại Kurdistan. Có 9 đội tham gia và đội chủ nhà đã giành chức vô địch sau khi đánh bại Bắc Síp 2–1 trong trận chung kết trước 22.000 khán giả. VIVA World Cup 2012 được coi là lần tổ chức thành công nhất kể từ khi giải đấu được bắt đầu.
Giải đấu lần thứ 5 cũng là giải đấu cuối cùng của VIVA World Cup, do NF-Board giải tán vì một số lý do chính trị. Sang năm 2013, thay cho NF-Board, một tổ chức tương tự, quy củ và lớn mạnh hơn ra đời là Liên đoàn các Hiệp hội bóng đá độc lập (ConIFA). Liên đoàn các Hiệp hội bóng đá độc lập ConIFA cũng có thể được coi là hậu thân của NF-Board. ConIFA đã tiếp tục cho tổ chức giải đấu ConIFA World Football Cup (thay cho VIVA World Cup) được tổ chức 2 năm 1 lần bắt đầu từ năm 2014.

## Thành viên
| - Aramean Syriac - Cascadia - Quần đảo Chagos - Gozo - Greenland - Kurdistan - Monaco - Bắc Síp - Occitania - Padania - Provence - Người Di-gan - Sápmi - Sardegna - Nam Cameroon - Tamil Eelam - Tây Tạng - Thành Vatican - Chechnya - Bản mẫu:Country data Saugeais Saugeais - Sealand - Tatar Krym - Gagauzia - Cilento - Đảo Phục Sinh - Artsakh - Raetia - Cộng hòa Ả Rập Sahrawi Dân chủ† - Skåneland - Hai Sicilia> - Darfur† - Zanzibar† - Kiribati The following teams have taken part the Women's VIVA World Cup. - Sápmi - Kurdistan - Padania - Gozo |

## Footnotes
1. ↑  "Football Associations | N.F.-Board". N.F.-Board.
2. ↑  "Gewinner ja, Sieger nein". Die Welt. Truy cập ngày 15 tháng 12 năm 2005.
3. ↑  "The alternative World Cup". BBC. ngày 7 tháng 11 năm 2006. Truy cập ngày 14 tháng 1 năm 2007.
4. ↑  "THE 2012 VIVA WORLD CUP: 3 IS THE MAGIC NUMBER FOR KURDISTAN — IBWM". Inbedwithmaradona.com. ngày 22 tháng 6 năm 2012. Bản gốc lưu trữ ngày 8 tháng 10 năm 2013. Truy cập ngày 16 tháng 9 năm 2013.